# Hellenistische beeldhouwkunst

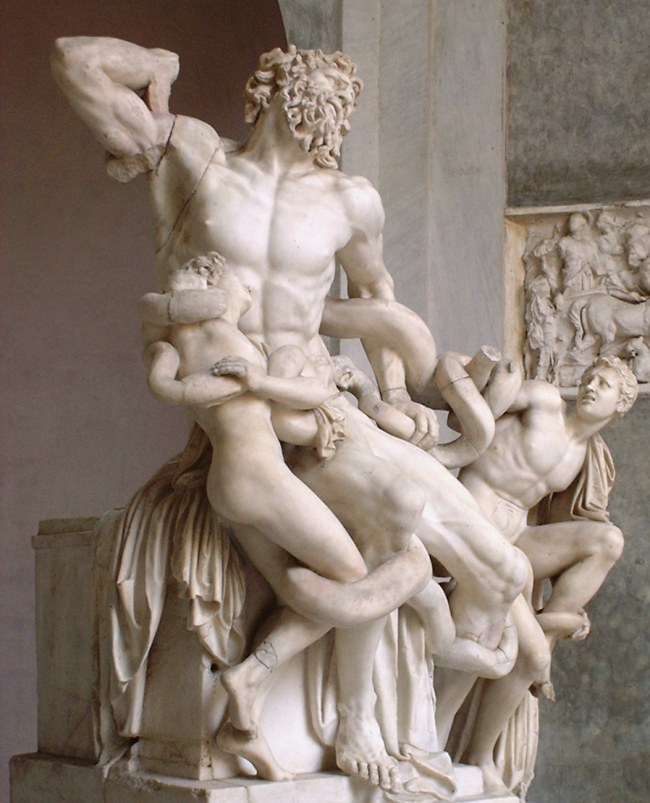
De Laocoöngroep.

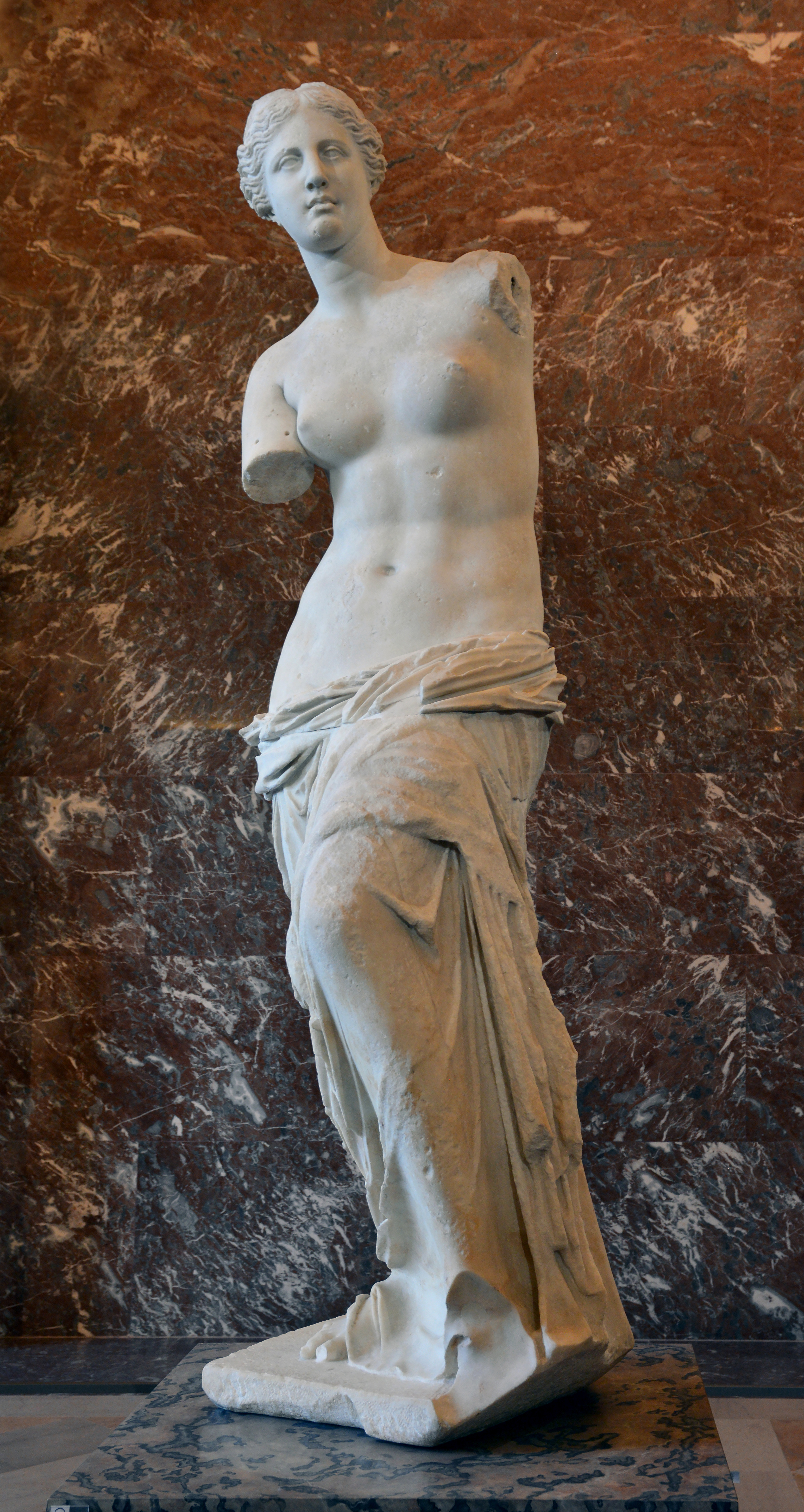
De Aphrodite van Melos

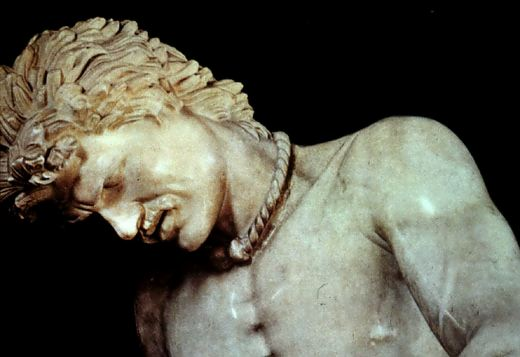
Stervende Galaat, Pergamonaltaar, in het Capitoolmuseum, Rome.

De hellenistische beeldhouwkunst (± 330 tot 146 v.Chr.) was een absoluut hoogtepunt door haar grote levendigheid en individualiteit.
Ze werd in haar vorm gekenmerkt door een ongeziene virtuositeit in de weergave van de anatomie en beweging, tot in het extreme: zowel de verheerlijking van het logge spiergeweld (vb. Herakles-figuren, de bokser, enz.) als van de wulpse zinnelijkheid (vb. Pan met Aphrodite uit het Nationale Museum van Athene). Men had een voorliefde voor ingewikkelde composities (het hellenisme is de "barokke" stijl van de Griekse kunst), vb. de Laocoöngroep uit het Vaticaan).
Inhoudelijk werd ze gekentekend door een verregaand realisme: we krijgen niet langer de mens te zien zoals hij moet gezien worden - zoals in de klassieke kunst, maar zoals hij nu eenmaal is: ook het kind (lieflijk en mollig) en de bejaarde (lichamelijk verval en lijden) worden nu uitgebeeld. Ook het individualisme gaat zich uiten in (over)realistische portretkunst.
Men onderscheidt als eerste richting in de hellenistische beeldhouwkunst de "classicistische" richting (vooral in de 3e eeuw v.Chr.) die de klassieke maatstaven nog tot voorbeeld neemt, zoals de "Poseidon van Melos" (Athene, Nationaal Museum); de "Aphrodite van Melos" (beter gekend als Venus van Milo uit het Louvre).
Vervolgens ontstond de "naturalistisch-pathetische" richting (vooral 2e eeuw v.Chr.) die een voorliefde heeft voor gecompliceerde en verwrongen houdingen en sterk pathetische uitdrukking van gevoelens en hartstochten, zoals het "Zeus-altaar van Pergamum" (ook wel "Pergamonaltaar" genoemd) (te Berlijn) en de "Laocoöngroep" (in het Vaticaan).